# Rustam Kasimdjanov
Rustam Mashrukovich Kasimdjanov (ur. 5 grudnia 1979 w Taszkencie) – uzbecki szachista, mistrz świata Międzynarodowej Federacji Szachowej (FIDE) w latach 2004–2005.

## Kariera szachowa

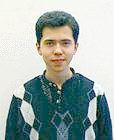
Kasimdjanov (1999)

Kasimdjanov gra w szachy od piątego roku życia. Jako junior odnosił sukcesy w swoim kraju. W 1997 r. podzielił I m. w otwartym turnieju w Cappelle-la-Grande i w tym samym roku otrzymał tytuł arcymistrza. W 1998 r. zdobył tytuł mistrza Azji, natomiast rok później został wicemistrzem świata juniorów. Na olimpiadzie szachowej w 2000 r. wynikiem 9½ z 12 punktów zdobył indywidualnie brązowy medal na I szachownicy. Zwyciężył w dwóch silnych turniejach, w Essen (2001) i w Pampelunie (2002) oraz zajął II miejsce w Pucharze Świata FIDE w 2002 roku, przegrywając w finale z Viswanathanem Anandem. Dwukrotnie brał udział w prestiżowych turniejach światowej czołówki w Wijk aan Zee, nie odnosząc jednak sukcesu (XI w 1999 roku i XIII w 2002).
W mistrzostwach świata FIDE systemem pucharowym, rozgrywanych w Libii w 2004 roku, Kasimdjanov sprawił wielką niespodziankę, eliminując wyżej notowanych arcymistrzów: Wasilija Iwanczuka, Aleksandra Griszczuka i Weselina Topałowa, by w finale spotkać się z Michaelem Adamsem. W sześciopartiowym meczu finałowym obaj szachiści wygrali po dwie partie, losy tytułu rozstrzygnęły się więc w dogrywkach, granych przyspieszonym tempem gry. Kasimdjanov wygrał pierwszą partię i zremisował drugą, zdobywając tym samym tytuł mistrza świata FIDE i prawo gry w cyklu unifikacyjnym z najwyżej notowanym szachistą świata, Garrim Kasparowem (do którego jednak nie doszło).
W 2006 r. odniósł duży sukces, zwyciężając na Korsyce w rozegranym z udziałem wielu zawodników światowej czołówki turnieju szachów szybkich (w finale pokonał Viswanathana Ananda). W 2007 r. wystąpił w rozegranych w Eliście meczach pretendentów, ale w I rundzie przegrał z Borysem Gelfandem i nie wywalczył awansu do turnieju o mistrzostwo świata w Meksyku.
Wielokrotnie reprezentował Uzbekistan w turniejach drużynowych, m.in.:
- dziesięciokrotnie na olimpiadach szachowych (w latach 1996, 1998, 2000, 2002, 2004, 2006, 2008, 2010, 2012, 2014); medalista: indywidualnie – brązowy (2000 – na I szachownicy)[4],
- na drużynowych mistrzostwach świata (w roku 2001)[5],
- na drużynowych mistrzostwach Azji (w roku 2003)[6],
- dwukrotnie na igrzyskach azjatyckich (w latach 2006, 2010)[7].

Najwyższy ranking w dotychczasowej karierze osiągnął 1 maja 2015 r., z wynikiem 2715 punktów zajmował wówczas 35. miejsce na światowej liście FIDE, jednocześnie zajmując 1. miejsce wśród uzbeckich szachistów.